# Little Kiska
Little Kiska is een klein, onbewoond eilandje net voor Kiska Harbour, aan de oostkust van Kiska. Het eiland behoort tot de Rat Islands, een subgroep van de Aleoeten van Alaska.
Kiska is, net als vele andere Aleoeten, ontdekt door de Deense ontdekkingsreiziger Vitus Bering in 1741 tijdens zijn terugkeer van de Tweede Kamtsjatka-expeditie.
Tijdens de Tweede Wereldoorlog werd het eiland in juni 1942 door de Japanners bezet en in augustus 1943 twee dagen voor de bevrijding door de geallieerden ontruimd.